# Ruslan Mezentsev
Ruslan Mezentsev (em ucraniano: Руслан Мезенцев) (Kirovohrad, 24 de junho de 1981) foi um ginasta ucraniano que competiu em provas de ginástica artística pela nação.
Mezentsev é o detentor de uma medalha olímpica, conquistada na edição de 2000, nos Jogos de Sydney. Na ocasião, foi o medalhista de prata da prova por equipes, após ser superado pelo time chinês de Yang Wei.